# Catostomus plebeius
Catostomus plebeius är en fiskart som beskrevs av Baird och Girard, 1854. Catostomus plebeius ingår i släktet Catostomus och familjen Catostomidae. Inga underarter finns listade i Catalogue of Life.